# Carmelo Peralta
Carmelo Peralta é uma pequena cidade e distrito do Paraguai, localizado no departamento de Alto Paraguay. Está localizado na fronteira com Porto Murtinho, Mato Grosso do Sul, Brasil.
A cidade é conhecida como “A entrada ao Pantanal” ou “A Cidade do Pantanal”, pois daqui você pode visitar o Pantanal, que é a maior área úmida do mundo, compartilhada entre Paraguai, Brasil e Bolívia.

## Geografia e demografia
Possui área de 4798 km² e 4 432 habitantes.

## Transporte
A estrada principal é a rota PY15 “Rota Bioceânica”, que começa aqui nesta cidade e chega até a cidade de Pozo Hondo, na fronteira com a Salta, Argentina.
Outra rodovia importante é a Rota Departamental 095, que liga Carmelo Peralta a Bahía Negra, embora atualmente seja uma estrada de terra.